# Gilles Mangen
Gilles Mangen (* 16. Juli 1989) ist ein luxemburgischer Eishockeytorwart, der seit 2012 erneut bei Tornado Luxembourg, der als luxemburgischer Verein in der französischen Division 3, der vierthöchsten Spielklasse des Landes, antritt, spielt.

## Karriere
Gilles Mangen begann seine Karriere als Eishockeyspieler in der Nachwuchsabteilung von Tornado Luxembourg, für die er 2004 bis 2006 in unterklassigen deutschen und französischen Ligen spielte. 2006 wechselte er zum Konkurrenten Hiversport Luxembourg in die Luxemburgische Eishockeyliga, kehrte aber bereits nach einem Jahr zu Tornado zurück und spielte dort in der französischen Division 3, der vierthöchsten Spielklasse des Landes. Nachdem er die Spielzeit 2011/12 beim Montpellier Agglomération Hockey Club in der französischen Division 1, der zweithöchste Spielklasse des Landes, verbracht hatte, wechselte er erneut zu Tornado und steht für den Klub seither wieder in der französischen Division 3 im Kasten.

### International
Bereits als 18-Jähriger stand Mangen bei der Weltmeisterschaft 2007 der Division III in der luxemburgischen Nationalmannschaft. Auch 2008, 2009, 2011, 2012, 2014, 2015, 2016, als er die beste Fangquote und die geringste Gegentorrate des Turniers aufwies, und 2017 stand er für die Mannschaft des Großherzogtums in der Division III auf dem Eis. Bei der Weltmeisterschaft 2018 stand er erstmals in der Division II im Tor der Letzeburger und wurde zum besten Spieler seines Teams gewählt. Mit 31 gehaltenen Schüssen (von 32) war er maßgeblich am 2:1-Sieg gegen Nordkorea beteiligt, konnte aber den sofortigen Wiederabstieg in die Division III nicht verhindern.

## Erfolge und Auszeichnungen
- 2016 Beste Fangquote und geringste Gegentorrate bei der Weltmeisterschaft der Division III
- 2017 Aufstieg in die Division II, Gruppe B, bei der Weltmeisterschaft der Division III